# Transarctica
Transarctica es un videojuego desarrollado por la compañía francesa Silmarils para Amiga y publicado por la misma en 1993. Se publicaron además versiones para PC, Atari ST, Macintosh y Atari Falcon. La editora ReadySoft publicó el videojuego en Norteamérica como Arctic Baron

## Historia
La historia del videojuego está basada en la serie de novelas de ciencia ficción posapocalíptica La Compagnie des glaces (La Compañía de hielo) escrita por el escritor francés Georges-Jean Arnaud.
En el siglo XXI, la humanidad está siendo devastada por el efecto invernadero. En un último esfuerzo se prepara un plan para contrarrestarlo pero funciona demasiado bien y la superficie terrestre queda congelada.
Siglos más tarde el planeta se encuentra enteramente cubierto por una gruesa nube grisácea. Manadas de lobos gigantes deambulan por los congelados parajes y el anteriormente extinto mamut ha reaparecido. La humanidad lucha por su supervivencia residiendo en un puñado de asentamientos, conectados entre sí por una red de trenes blindados masivos. Esta red está controlada por la gigantesca Unión Vikinga, la cual es despiadada contra cualquier amenaza a su poder. Aun así, un grupo de opositores radicales consiguen hacerse con uno de los trenes de la Unión, el Transarctica, con el cual emprenden la búsqueda del "sol".

## Jugabilidad
El videojuego tiene dos modalidades de juego; la exploración y el combate.

### Exploración
En esta modalidad el tren recorre Eurasia utilizando sus múltiples instalaciones y herramientas, recolectando carbón  y combustible, visitando asentamientos para comerciar y mejorar el tren y buscando pistas para su misión. La trama transcurre bajo un entorno distópico bien integrado con el resto de los elementos del videojuego.
La interfaz es bastante original pero algo incómoda de utilizar.

### Combate
La Unión Vikinga esta sedienta de sangre y si el Transarctica se cruza con cualquier otro tren el videojuego entra en una sencilla modalidad de combate. Las batallas transcurren en tiempo real y en un principio avanzan a paso lento pero a medida que avanzan se hacen algo más complicadas.
Ambos trenes están posicionados en pistas paralelas y pueden avanzar o retroceder durante el combate. Durante el combate los trenes pueden utilizar vagones con cañones, ametralladoras, infantería y caballería (mamuts). Otros vagones, a excepción de las  locomotoras, no contribuyen al combate.
El jugador gana el combate cuando consigue desarmar al enemigo, es en ese momento cuando el jugador saqueara al tren vencido consiguiendo materiales o incluso nuevos vagones. El jugador perderá la partida si el Transarctica pierde un vagón esencial. Por lo general cada combate dura varios minutos.

## Recepción
En mayo de 1994 la revista de videojuegos Computer Gaming World  criticó a los sistemas de control del tren como demasiado sencillos e "intencionadamente molestos" y al sistema de combate como "dolorosamente lento". La revista concluyó que el juego "descarrila debido a sus defectos en la que de otra forma sería una propuesta original y encantadora".